# Tack gode gud
Tack gode gud var ett svenskt underhållningsprogram som sändes i två säsonger. Den första, på onsdagar klockan 20.00 i TV4 under våren 2007. Programmet leddes då av David Hellenius. Andra säsongen sändes på lördagar klockan 21.30 under hösten 2008 med programledare Adam Alsing.
Programidén bygger på en australiensisk idé där deltagarna får gå igenom en dörr, och när de kommer ut befinner de sig i en scen där de ska improvisera och så fort som möjligt förstå vem de är och vad de ska göra. Innan deltagarna går igenom dörren får de en speciell klädsel och ska gissa vem de kommer föreställa.
Deltagarna har bestått av kända komiker, men även namn som Martin Timell, Markoolio samt Gudrun Schyman har setts i programmet. Regissör var Morgan Alling och producent Gustaf Skördeman.
Den fasta ensemblen bestod av: Niki Nordenskjöld, Ann-Charlotte Franzén, Carl-Johan Stenlund, Anders Jansson, Per Wernolf, Fredrik Lexfors.

## Ändringar i formatet
Den första säsongen leddes av David Hellenius och varje avsnitt var en timme långt och innehöll fem sketcher framförda av fyra deltagare. Dessutom så medverkande en jury bestående av Staffan Lindberg och Mattias Konnebäck som bestämde vem av de fyra deltagarna i varje program som vann.
I den andra säsongen så ändrades formatet. Man ändrade antalet deltagare till tre och antalet sketcher till fyra. Juryn togs bort helt och istället delar den nya programledaren Adam Alsing direkt ut priset till den av de tre deltagande som han tycker har varit bäst. Dessutom så förkortades snacket mellan sketcherna avsevärt. På grund av alla dessa förändringar är den andra säsongen bara en halvtimme istället för en timme.

## Avsnitt

### Säsong 1
Programledare: David Hellenius
1. 2007/03/21 – Christine Meltzer, Gustaf Hammarsten, Martin Timell, Helge Skoog
2. 2007/03/28 – Eva Röse, Johannes Brost, Pia Johansson, Magnus Betnér
3. 2007/04/04 – Sofia Bach, Maria Lundqvist, Robin Paulsson, Johan Wahlström
4. 2007/04/11 – Måns Möller, Thomas Pettersson, Helge Skoog, Björn Skifs
5. 2007/04/18 – Ulf Brunnberg, Annika Andersson, Clabbe af Geijerstam, Björn Kjellman
6. 2007/04/25 – Claes Malmberg, Carina Berg, Helge Skoog, Mi Ridell
7. 2007/05/02 – Peter Magnusson, Johan Glans, Josephine Bornebusch, Markoolio
8. 2007/05/09 – Allan Svensson, Peter Wahlbeck, Pia Johansson, Claudia Galli
9. 2007/05/16 – Lasse Brandeby, Johan Rheborg, Henrik Dorsin, Anna Blomberg
10. 2007/05/23 – Maria Lundqvist, Gudrun Schyman, Ulf Brunnberg, Olle Sarri

### Säsong 2
Programledare: Adam Alsing
1. 2008/10/25 – Felix Herngren, Pia Johansson, Per Andersson
2. 2008/11/01 – Kristoffer Appelquist, Martin Timell, Claudia Galli
3. 2008/11/08 – Carina Berg, Pia Johansson, Tobbe Blom
4. 2008/11/15 – Sofia Bach, Helge Skoog, Felix Herngren
5. 2008/11/22 – Kristoffer Appelquist, Helge Skoog, Tobias Persson
6. 2008/11/29 – Soran Ismail, Erik Ekstrand, Helge Skoog
7. 2008/12/06 – Jonas Gardell, Carina Berg, David Hellenius